# Tyler Zeller
Tyler Paul Zeller (Visalia, 17 gennaio 1990) è un ex cestista statunitense, professionista nella NBA.

## Biografia
È fratello dei cestisti Luke Zeller e Cody Zeller.

## Carriera
Dal 2008 al 2012 ha vestito la maglia dei Tar Heels dell'Università della Carolina del Nord a Chapel Hill, con cui ha vinto il Titolo NCAA 2009.
È stato selezionato al primo giro del draft NBA 2012 come 17ª scelta assoluta dai Dallas Mavericks, che lo hanno scambiato insieme a Kelenna Azubuike con i Cleveland Cavaliers per Jared Cunningham, Bernard James e Jae Crowder, rispettivamente scelte numero 24, 33 e 34 dello stesso draft. Nel Giugno del 2020 passa ai San Antonio Spurs

## Statistiche

### College
| Anno       | Squadra             | PG  | PT | MP   | TC%  | 3P% | TL%  | RP  | AP  | PRP | SP  | PP   |
| ---------- | ------------------- | --- | -- | ---- | ---- | --- | ---- | --- | --- | --- | --- | ---- |
| 2008-2009† | N. Carol. Tar Heels | 15  | 2  | 7,8  | 47,2 | -   | 76,5 | 2,0 | 0,2 | 0,2 | 0,2 | 3,1  |
| 2009-2010  | N. Carol. Tar Heels | 27  | 0  | 17,3 | 52,1 | 0,0 | 72,2 | 4,6 | 0,3 | 0,5 | 0,9 | 9,3  |
| 2010-2011  | N. Carol. Tar Heels | 37  | 35 | 28,1 | 54,9 | -   | 75,9 | 7,2 | 0,6 | 0,7 | 1,2 | 15,8 |
| 2011-2012  | N. Carol. Tar Heels | 38  | 38 | 28,2 | 55,3 | -   | 80,8 | 9,6 | 0,9 | 0,9 | 1,5 | 16,3 |
| Carriera   | Carriera            | 117 | 75 | 23,0 | 54,3 | 0,0 | 77,5 | 6,7 | 0,6 | 0,7 | 1,1 | 12,8 |

### NBA

#### Regular season
| Anno      | Squadra             | PG  | PT  | MP   | TC%  | 3P%  | TL%  | RP  | AP  | PRP | SP  | PP   |
| --------- | ------------------- | --- | --- | ---- | ---- | ---- | ---- | --- | --- | --- | --- | ---- |
| 2012-2013 | Cleveland Cavaliers | 77  | 55  | 26,4 | 43,8 | 0,0  | 76,4 | 5,7 | 1,2 | 0,5 | 0,9 | 7,9  |
| 2013-2014 | Cleveland Cavaliers | 70  | 9   | 15,0 | 53,8 | 0,0  | 71,9 | 4,0 | 0,5 | 0,3 | 0,5 | 5,7  |
| 2014-2015 | Boston Celtics      | 82  | 59  | 21,1 | 54,9 | -    | 82,3 | 5,7 | 1,4 | 0,2 | 0,6 | 10,2 |
| 2015-2016 | Boston Celtics      | 60  | 3   | 11,8 | 47,6 | -    | 81,5 | 3,0 | 0,5 | 0,2 | 0,4 | 6,1  |
| 2016-2017 | Boston Celtics      | 51  | 5   | 10,3 | 49,4 | 0,0  | 56,4 | 2,4 | 0,8 | 0,1 | 0,4 | 3,5  |
| 2017-2018 | Brooklyn Nets       | 42  | 33  | 16,7 | 54,6 | 38,5 | 66,7 | 4,6 | 0,7 | 0,2 | 0,5 | 7,1  |
| 2017-2018 | Milwaukee Bucks     | 24  | 1   | 16,9 | 59,0 | 0,0  | 89,5 | 4,6 | 0,8 | 0,3 | 0,6 | 5,9  |
| 2018-2019 | Atlanta Hawks       | 2   | 0   | 5,5  | 0,0  | 0,0  | -    | 3,0 | 0,5 | 0,0 | 0,0 | 0,0  |
| 2018-2019 | Memphis Grizzlies   | 4   | 1   | 20,5 | 57,1 | -    | 77,8 | 4,5 | 0,8 | 0,3 | 0,8 | 11,5 |
| 2019-2020 | San Antonio Spurs   | 2   | 0   | 2,0  | 25,0 | -    | -    | 2,0 | 0,0 | 0,0 | 0,0 | 1,0  |
| Carriera  | Carriera            | 414 | 166 | 17,5 | 50,8 | 28,6 | 76,4 | 4,4 | 0,9 | 0,3 | 0,6 | 6,9  |

#### Play-off
| Anno     | Squadra         | PG | PT | MP   | TC%  | 3P% | TL%  | RP  | AP  | PRP | SP  | PP  |
| -------- | --------------- | -- | -- | ---- | ---- | --- | ---- | --- | --- | --- | --- | --- |
| 2015     | Boston Celtics  | 4  | 4  | 22,5 | 51,7 | -   | 80,0 | 4,5 | 0,5 | 0,5 | 0,3 | 8,5 |
| 2016     | Boston Celtics  | 3  | 0  | 12,7 | 46,7 | -   | 66,7 | 5,0 | 0,7 | 0,0 | 0,7 | 6,0 |
| 2017     | Boston Celtics  | 11 | 0  | 7,1  | 52,0 | -   | 75,0 | 1,7 | 0,7 | 0,0 | 0,2 | 2,9 |
| 2018     | Milwaukee Bucks | 7  | 3  | 9,4  | 80,0 | -   | 75,0 | 2,0 | 0,4 | 0,6 | 0,4 | 1,6 |
| Carriera | Carriera        | 25 | 7  | 10,9 | 52,7 | -   | 73,9 | 2,6 | 0,6 | 0,2 | 0,3 | 3,8 |

## Palmarès

### Competizioni giovanili
- Campionato NCAA: 1

North Carolina Tar Heels: 2009

### Individuale
- McDonald's All-American Game: 1

2008
- Atlantic Coast Conference Player of the Year: 1

2012
- Academic All-American of the Year: 1

2012
- NCAA AP All-America Second Team: 1

2012
- NBA All-Rookie Second Team: 1

2013